# Красная Горка (Шекснинский район)
Красная Горка — деревня в Шекснинском районе Вологодской области.
Входит в состав сельского поселения Ершовского, с точки зрения административно-территориального деления — в Ершовский сельсовет.
Расстояние по автодороге до районного центра Шексны — 30 км, до центра муниципального образования Ершово — 5 км.
По данным переписи в 2002 году постоянного населения не было.